# Prochromadorella paramucronata
Prochromadorella paramucronata är en rundmaskart. Prochromadorella paramucronata ingår i släktet Prochromadorella, och familjen Chromadoridae. Arten är reproducerande i Sverige.